# Phalacropterix constancella
Phalacropterix constancella is een vlinder uit de familie van de zakjesdragers (Psychidae). De wetenschappelijke naam van de soort is voor het eerst geldig gepubliceerd in 1852 door Bruand.